# Blåtofsad kolibri
Blåtofsad kolibri (Orthorhyncus cristatus) är en fågel i familjen kolibrier.

## Utbredning och systematik
Blåtofsad kolibri är den enda i släktet Orthorhyncus. Den delas in i fyra distinkta underarter:
- O. c. exilis – förekommer på östra Puerto Rico, på Jungfruöarna och i Små Antillerna söderut till St Lucia
- O. c. ornatus – förekommer på St Vincent (Små Antillerna)
- O. c. cristatus – förekommer på Barbados (Små Antillerna)
- O. c. emigrans – förekommer i Grenadinerna samt på Grenada (Små Antillerna)

## Status
Arten har ett stort utbredningsområde och internationella naturvårdsunionen IUCN kategoriserar arten som livskraftig. Beståndsutvecklingen är dock oklar.

## Bilder

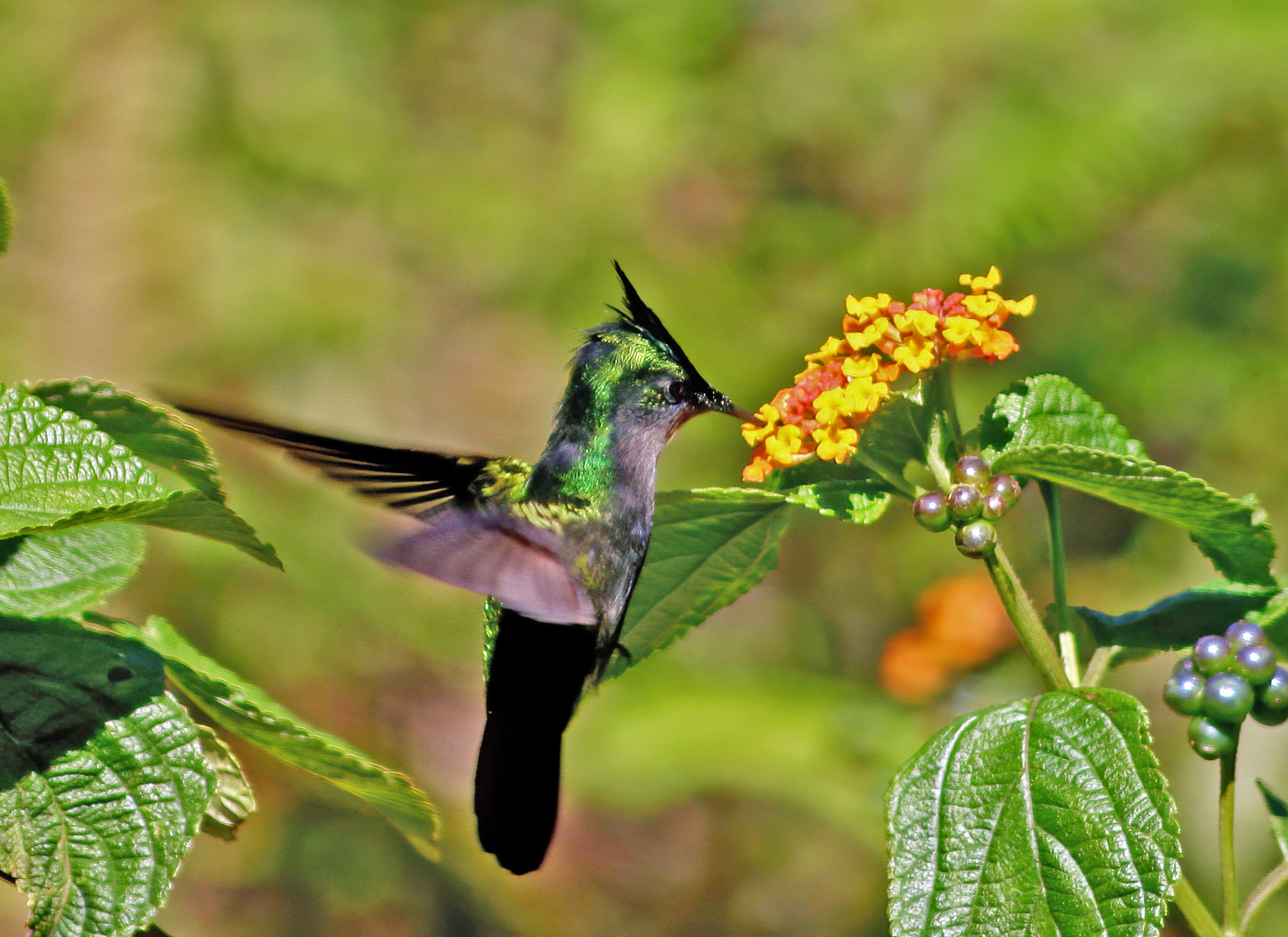
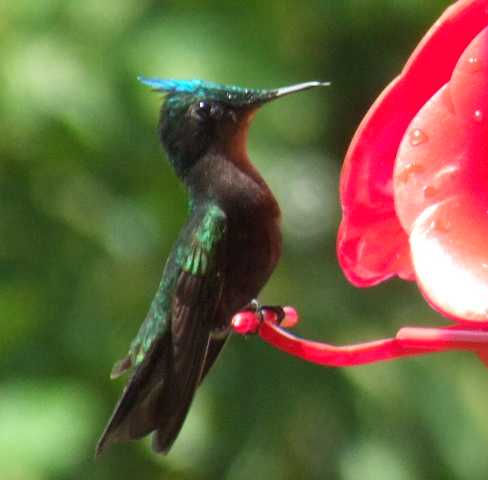
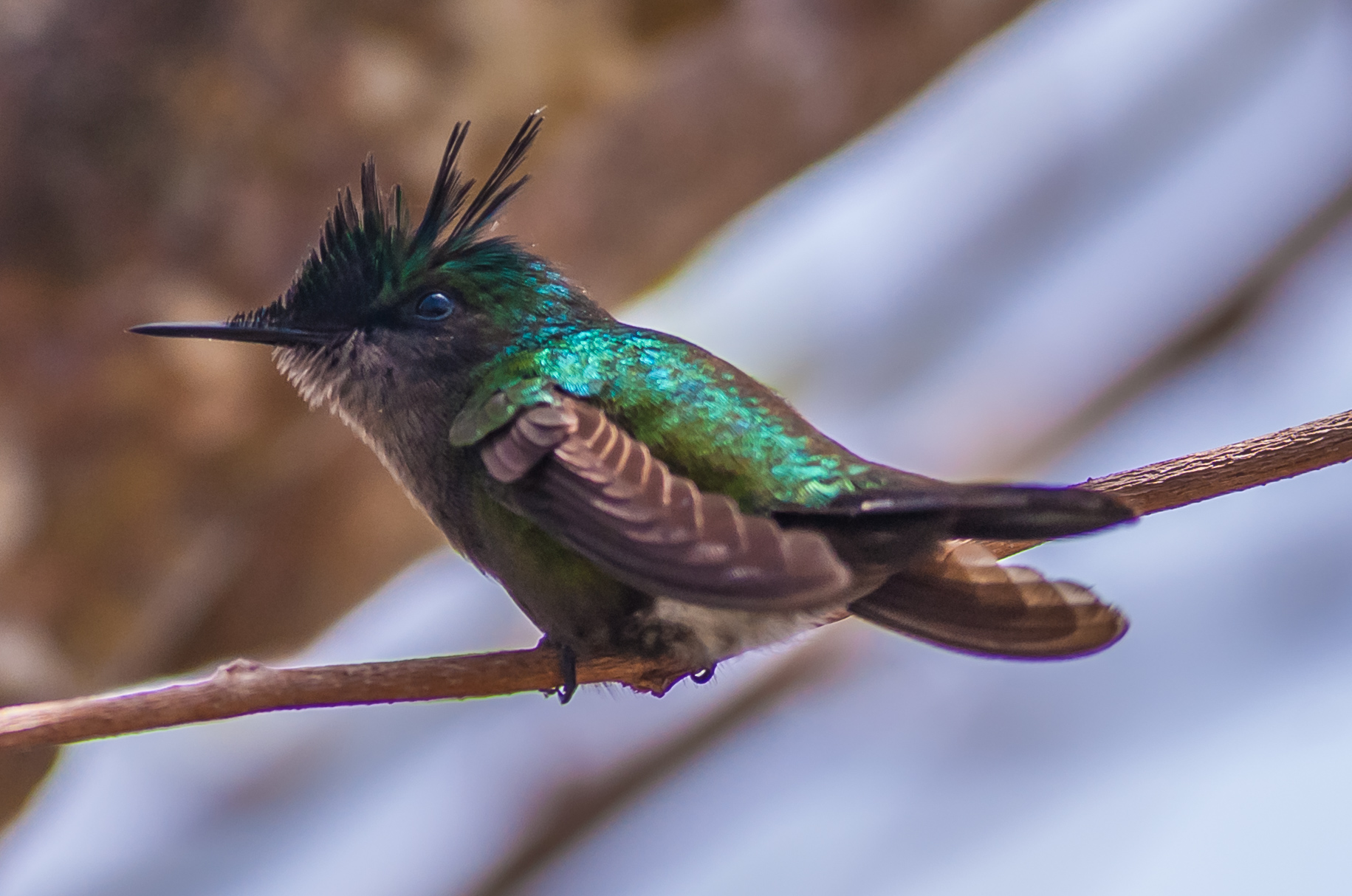